# 刘景周
刘景周（?—?），宁都（今江西省宁都）人。元朝中期江西抗元领袖。
元仁宗延祐年间，在江南地区采取的清查田亩的措施。官府增加田亩赋税，史称延祐经理。延祐二年（1315年），赣州宁都民蔡五九起兵反元，反对延祐经理。后来蔡五九被镇压。元仁宗延祐五年（1318年），因政府征括新租，赣州宁都县人刘景周再一次聚众反抗，迫使朝廷免征新租。旋即被元朝平定。